# TecArt-CRM
Das TecArt-CRM ist eine webbasierte Unternehmenssoftware. Das Programm umfasst die Bereiche Kundenbeziehungsmanagement (CRM), Groupware bzw. Collaboration sowie das Kontakt- und Datenmanagement. Hersteller ist die TecArt GmbH mit Hauptsitz in Erfurt. Gehostet wird die Software in einem zertifizierten Rechenzentrum und programmiert mit PHP. Sie ist als Closed-Source-Software gegen Zahlung von Lizenzgebühren erhältlich.

## Geschichte und Programmentwicklung
Um das Jahr 2001 verlagerten sich zahlreiche Prozesse in der Kommunikation und Datenhaltung in das Internet. Dies führte zur Idee, ein webbasiertes CRM-System eigenständig zu programmieren. So entstand im Jahr 2005 die Version 1.0 des TecArt-CRM mit den Grundmodulen Kontakte, Aufgaben, Termine, Anrufe, Dokumente und Projekte.
Seit dem Jahr 2012 befindet sich die Software im Portal „Business Marketplace“ der Telekom sowie im „Fujitsu Cloud Store“. Auch im „Vodafone Enterprise Plenum“ ist sie seit dieser Zeit vertreten. Spezifische Brancheneditionen gibt es seit Anfang 2013.
Seit 2016 gibt es ein eigenes Add-On-Framework. Das ermöglicht externen Entwicklern die Implementierung eigener Skripte, Module und Anwendungen.

## Ziele und Anwendungsgebiete
Das TecArt-CRM bildet die Bereiche CRM, Groupware bzw. Collaboration und Datenmanagement ab. Das CRM-System kann in allen Abteilungen eines Unternehmens zum Einsatz kommen. Es deckt u. a. die Anwendungsbereiche Kunden- und Projektmanagement sowie Personalführung ab. Anwender der TecArt-Software sind z. B. Behörden und Verwaltungen, kommunale Einrichtungen, Bildungsträger, Steuer- und Finanzberater, das Baugewerbe, Medien- und Kommunikationsunternehmen, Agenturen, Vereine und Verbände, der Groß- und Einzelhandel, Architekten- und Ingenieurbüros, Industrieunternehmen, Energieversorger, der IT- und TK-Sektor, das Handwerk sowie Dienstleister in Bereichen wie Finanzen, Tourismus, Logistik, Immobilien, Gesundheit oder Medizin.

## IT-Infrastruktur und Systemvoraussetzungen
Die Unternehmenssoftware kann auf einem kunden- bzw. herstellereigenen Linux-Server installiert werden. Das Hosting durch TecArt erfolgt in einem Rechenzentrum in Deutschland.

## Produktspezifika und Lizenzmodell
Die Software wird nach Herstellerangaben zur Miete inkl. Hosting angeboten. Diese On-Demand-Variante wird auch als Software as a Service (SaaS) oder Cloud-Lösung bezeichnet.
Der Funktionsumfang der CRM-Software umfasst über 15 verschiedene Module. Zur Basisausstattung zählen E-Mail, Kontakte, Termine, Aufgaben, Dokumente. Weitere wichtige Funktionalitäten befinden sich im Programm u. a. in Anrufen, Projekten, Benutzerkonten, der Dienst- und Urlaubsplanung, einem Trouble-Ticket-System sowie Angeboten und Verträgen. Sämtliche Dokumente werden revisionsgenau abgespeichert
Der Softwarehersteller TecArt vertreibt die drei Produktpakete Mobile, Company und Enterprise. Die Lizenzen beziehen sich immer auf die Nutzung pro Anwender.

## Datenabgleich und Synchronisation
In einem Unternehmen aktuell vorhandene Daten lassen sich via Datenimport oder mit Hilfe einer Synchronisationsfunktion (z. B. für Microsoft Outlook) in die Software übernehmen. Auch eine stetige Verbindung oder ein Datenexport im CSV-Standard sind möglich. Weitere Standard-Konnektoren gibt es u. a. zu DMS sowie Shop- und ERP-Systemen.

## Auszeichnungen und Zertifikate
- 2018: Gold-Auszeichnung in der Kategorie Cloud-CRM beim CloudComputing-Insider Readers‘ Choice Awards[13]
- 2017: Silber-Auszeichnung in der Kategorie Cloud-CRM bei CloudComputing-Insider Readers‘ Choice Awards 2017
- 2017: Top 15 Cloud-CRM in der ISG Provider Lens 2017 und Einstufung als "Product Challenger"
- 2016: Gütesiegel "Software Made in Germany" und "Software Hosted in Germany" vom Bundesverband IT-Mittelstand (BITMi)
- 2014: Ausgezeichnet mit dem 3. Platz beim Capital Cloud Award in der Kategorie "Best Practice"-Cloud Lösung
- 2013: 3. Platz beim „Hosting & Service Provider Award 2013“ in der Kategorie „Application Services“ der Vogel IT-Akademie (IT-Business)[14][15]
- Speziell das TecArt-CRM Mobile wurde bisher mit insgesamt drei Awards als innovative Cloud-Lösung für den Mittelstand ausgezeichnet:
  - 2013: „Prädikat BEST OF 2013“ in der Kategorie CRM des „Innovationspreis-IT“ der „Initiative Mittelstand“[16]
  - 2012: „Prämierte Spitzenlösung 2012/11“ im „Fujitsu Cloud Store“[17]
  - 2012: 4. Platz beim „Innovationspreis 2012“ der Deutschen Telekom[18][19]
- 2011: 1. Platz beim „Cloud Award 2011“ als deutschlandweit beliebteste Cloud-Lösung im Rahmen der Berliner Messe „IT-Profits 7.0“[20]
- Seit 2011: Zertifizierung durch das Sicherheits- und Qualitätssiegel „Trust in Cloud“ für die On-Demand Variante des TecArt-CRM durch das Netzwerk „Cloud-EcoSystem“ für SaaS & Cloud-Business[21][22]

## Forschung und Entwicklung
Die TecArt-Software war 2013 Gegenstand einer Studie der TU Chemnitz zum Thema Usability für den Mittelstand. Soziale Hilfestellung leistete die Software im Projekt Telemedizin des Afghanisch-Deutschen Ärztevereins Weimar. Mit ihrer Unterstützung wurde Nothilfe in Afghanistan durch deutsche Fachärzte ermöglicht.